# Руска Империја
Руска Империја (рус. Российская империя), позната и као Царевина Русија, Царска Русија или само Русија, или Сверуска империја (рус. Всероссийская империя), јесте руска држава која је постојала у периоду од 1721. до 1917. године.
Руски цар Петар Велики је по завршетку Великог северног рата (1721) узео титулу императора и преобразио Руско царство у Руску Империју, а њу је након Фебруарске револуције (1917) наследила Руска република, односно Савез Совјетских Социјалистичких Република.
Историју руске државе у овом периоду обележила је намера Петра Великог да Русију реформише по западном узору.
Глава државе, руски император, имао је неограничену, апсолутну власт до 1905. године. Русија је проглашена републиком 14. септембра 1917. године.

## Историја

### 18. век
Цар Петар Велики (1672—1725) учврстио је самодржавље (аутократију) у Русији и одиграо је главну улогу у увођењу своје државе у европски систем држава. Од скромних почетака у 14. веку као Велика московска кнежевина, Русија је постала највећа држава на свету у време цара Петра Великог. Три пута већа од Европе, стигла је до евроазијских земаља од Балтичког мора до Тихог океана.
Русија се највише проширила у 17. веку, када је средином 17. века основано прво руско насеље на Пацифику, освојен је Кијев и потчињена су сибирска племена. Међутим, упркос огромној величини царства, оно је имало само 14 милиона становника. Производња жита је значајно заостајала за продуктивношћу на западу, због чега је већина становништва морала да ради у пољопривреди. Мали део становништва је живео у градовима.
Петар Велики званично је прогласио постојање Руске Империје 1721. године. Био је импресиониран разноврсношћу и развијеношћу технологије, начина ратовања и тактикама запада. Учио је савремену војну тактику и направио јаку армију коју је чинило 300.000 војника. Од 1697. до 1698. године био је први руски принц који је икада посетио Запад.
Први Петрови војни походи били су против Османског царства. Након тога кренуо је на запад. Међутим, недостајала му је лука на западу, јер је лука Архангелск на Белом мору била девет месеци годишње замрзнута.
Приступ Балтику је блокирала Шведска чија је територија била ограђена на три стране. Петрова амбиција за излазом на море довела га је 1699. године до склапања тајног савеза са Пољско-литванском унијом и Данском против Шведске, што је изазвало Велики северни рат.
Рат се завршио 1721. године када је исцрпљена Шведска потписала мир са Русијом. Петар је освојио четири провинције на југу и истоку Финског залива, што је Русији обезбедило приступ мору. Тамо је изградио нову престоницу, Санкт Петербург, „као прозор ка Европи”. Ова престоница је заменила Москву која је дуго била руски културни центар.
Петар је реорганизовао своју владу по узору на западне узоре, што је претворило Русију у апсолутистичку државу. Заменио је стару Бољарску думу (веће племића) деветочланим Сенатом. У царству је поставио нове губерније и округе. Петар је наредио Сенату да сакупља порезе, који су били троструко увећани за време његове владавине. Као део реформи које је спровео, Руска православна црква је постала део административне структуре државе. Петар је патријаршију заменио колегијалним органом, Светим синодом, кога су предводили званичници владе. За то време, остатак месних органа самоуправе је укинут, а Петар је испунио захтеве својих претходника да сви племићи буду у служби државе.
Петар је умро 1725. године и није оставио наследника, али је оставио исцрпљено царство. Његова владавина је поставила питања о назадности Русије, њеном односу са западом, могућности спровођења реформи и другим проблемима. И поред свега тога, Петар Велики је положио темељ модерној руској држави.
Требало је да прође скоро четрдесет година пре него што се приближно толико амбициозан владар појавио на престолу. Катарина II Велика је била немачка принцеза која се удала за Петра III, немачког наследника руске круне. Допринела је опоравку руског племства које је почело након смрти Петра Великог. Државне службе су укинуте, а Катарина је задовољила племство тако што им је дала највише управне функције у губернијама.
Катарина Велика проширила је руску политичку контролу над Пољско-литванском унијом, акцијама као што су Трговичка конфедерација. Њене скупе политичке амбиције заснивале су се на друштвеном систему који је био веома угњетавајући. Слуга су проводиле скоро све време радећи на земљи својих господара. Када је Катарина одобрила продају сељака који побегну са земље свог господара, то је изазвало побуну сељака 1773. године. Предвођени козаком Пугачовом, побуњеници су запретили да освоје Москву. Катарина је заробила Пугачова и расчеречила га на Црвеном тргу, али су бројне револуције наставила да је прате, као и њене наследнике.
Док је угњетавала руске сељаке, Катарина је успешно водила рат против Османског царства и напредовала је до Црног мора. Онда је, ковањем завере са владарима Аустрије и Пруске укључила украјинске и белоруске територије Пољско-литванске уније за време поделе Пољске, померајући руску границу на запад у средњу Европу. До њене смрти 1796. године, Катаринина експанзионистичка политика је направила од Русије важну силу у Европи. Ово се наставило у доба Александра I који је отео Финску од ослабљене Шведске краљевине 1809. године и Бесарабију од Османског царства 1812. године.

### Прва половина 19. века
Наполеон је направио одсудну грешку када је напао Русију због свађе са царом Александром I и када је покренуо инвазију на његову царевину 1812. године. Кампања се завршила катастрофалним последицама по Французе. Иако је Наполеонова војска стигла до Москве, руска стратегија је спречила Наполеона да сакупља залихе на спаљеној земљи. По хладној руској зими хиљаде француских војника били су изложени руским заседама и герилским нападима сељака. Док се Наполеонова војска повлачила, руска армија је напредовала преко Централне и западне Европе, све до Париза. Када је Русија са савезницима победила Наполеона, Александар I је постао познат као спасилац Европе и председавао је Бечким конгресом на ком су уцртане нове границе у Европи. На овом конгресу постао је монарх Конгресне Пољске.
Иако је Руска Империја играла кључну улогу у политици 19. века, задржавање кметства успорило је њен економски развој. Док су економије држава западне Европе јачале због индустријске револуције започете у другој половини 18. века, Русија је почела да економски све више заостаје, што је изазвало проблеме у царству. Статус Русије као велике силе помрачила је неуспешност њене владе, изолација њеног народа, и назадовање руске економије. После Наполеоновог пораза, Александар I је био спреман за расправу о уставним реформама, али се стало на скромним променама.
Релативно либералног цара заменио је његов млађи брат, Николај I (1825—1855), који се на самом почетку владавине суочио са устанком. Позадина овог устанка лежала је у Наполеонским ратовима када је број добро образованих руских официра путовао Европом током војних кампања. Ту су били изложени либералистичким идејама западне Европе, што их је охрабрило да траже промене у Русији. Резултат је био устанак декабриста (децембра 1825) у ком је мали круг либералних племића и официра желео су да постави Николајевог брата као уставног монарха. Међутим, устанак је лако угушен, што је довело до тога да Николај I престане да се угледа на запад и да постане поборник политике православља, самодржавља и народњаштва.
Када је руска војска заузела савезничку Грузију 1802. године, сукобила се са Персијом у вези са контролом над Азербејџаном и била увучена у Кавкаски рат са горштацима. Овај рат ће трајати око пола века. Руски императори су морали да се сукобе са два устанка у новоосвојеним територијама Пољско-литванске уније: Новембарски устанак 1860, и Јануарски устанак 1863. године.
Како би спречили будуће побуне, власти су ставиле школе и универзитете под сталну присмотру, а ученицима су давани званични уџбеници. Полицијски шпијуни су свуда убацивани. Потенцијалне револуционаре су слали у Сибир; под царем Николајем I стотине хиљада људи је послато у каторге.
Питање правца којим би Русија требало да иде било је главно питање још од реформи Петра Великог. Неки су подржавали угледање на западну Европу, док су неки осуђивали Запад и тражили повратак вредностима из прошлости. Овај други правац су предводили славофили, који су мрзели „декадентни” Запад. Славофили су били и противници бирократије и подржавали су средњовековни руски колективизам, насупрот индивидуализму који је долазио са Запада. Алтернативне социјалне доктрине развили су руски радикали као што су Александар Херцен, Михаил Бакуњин и Петар Кропоткин.

### Друга половина 19. века
Цар Николај I умро је 1855, а његова политика је остала контроверзна. Од 1853. до 1856. године Русија је учествовала у Кримском рату, који је вођен превасходно на полуострву Крим. Пошто је играла главну улогу у победи над Наполеоном, Русија се сматрала непобедивом. Суочена са савезом великих европских сила и поразима које је доживела на копну и мору, слабости Николајеве владавине су постале очигледне.
Када је Александар II дошао на власт 1855, жеља за реформама била је свеприсутна. Растући хуманитаристички покрети су захтевали укидање кметства. Године 1859. у Русији је живело више од 23 милиона кметова. Услови њиховог живота били су често гори од оних у којима су живели сељаци у Западној Европи у 16. веку. Акександар II је одлучио да сам укине кметство, уместо да чека да оно буде укинуто револуцијом.
Укидање кметства 1861. године био је најзначајнији догађаја у руској историји у 19. веку. Оно је било почетак краја монопола великих земљопоседника у власти. Укидање кметства је довело до доласка свеже радне снаге у градове, индустрија се развијала, а бројност и утицај средње класе је порастао. Међутим, уместо да добију земљу у власништво, ослобођени кметови су морали да плаћају влади специјални порез током целог живота. Та средства је влада давала земљопоседницима као великодушну одштету за земљу коју су изгубили. Сељаци са најјаловијом земљом су се често бунили. Сви поседи који су додељени сељацима били су у колективном власништву мира (сеоске општине) која је делила земљу сељацима и надгледала разне поседе. Иако је кметство било укинуто, услови под којима је оно укинуто нису одговарали сељацима, па револуционарне тензије нису опале, упркос намерама Александра II.
Крајем седамдесетих година 19. века, Русија и Османско царство опет су се сукобили на Балканском полуострву. Од 1875. до 1878. године Источно питање произвело је устанке против османске власти међу бројним словенским народима. Симпатије руских националиста постале су озбиљан унутрашњи фактор у подршци Русије ослобађању балканских хришћана од османске власти и признавању независности Бугарске и Србије. Почетком 1877. Русија је интервенисала на страни српских и руских добровољачких одреда када је објавила рат Османском царству. У року од једне године руска војска је стигла надомак Истанбула, па су се Турци предали. Руске дипломате и генерали су убедили Александра II да примора Османско царство да потпише Санстефански мир у марту 1878. По одредбама овог уговора успоставила би се независна и проширена Бугарска са територијом до југозапада Балканског полуострва. Када је Уједињено Краљевство запретила ратом због услова Сан-Стефанског мира, исцрпљена Русија се повиновала. На Берлинском конгресу у јулу 1878. године Русија је пристала на успостављање много мање Бугарске. Као последица тога, панславистима је у завештање остало огорчење против Аустроугарске и Немачке због руског одступања. Разочарење исходом рата појачало је револуционарне напетости у земљи.
Када је нихилистичка терористичка организација Народна воља убила Александра II, престо је наследио његов син Александар , чврсти реакционар који је оживео политику православља, аутократије и народности Николаја I. Као посвећени славофил, Александар III је веровао да Русија може да буде спасена од хаоса самоизолацијом од субверзивних елемената из западне Европе. Током његове владавине Русија је направила савез са Француском да би задржала нарастајућу моћ Немачке, завршила освајање средње Азије и изнудила велике територијалне и економске уступке од Кине.
Најутицајнији царев саветник био је Константин Петрович Побједоносцев, ментор Александра II и његовог сина Николаја, и управитељ Светог синода од 1880. до 1895. године. Он је научио своје царске ђаке да се прибојавају слободе говора и штампе и да мрзе демократију, уставе и парламентарни систем. За време Побједоноцева револуционари су прогоњени, док је русификација спровођена у целој империји.

### 20. век
Александра је наследио његов син Николај II Александрович (1894—1917). Индустријска револуција је почела да јако утиче на Русију. Либерални елементи међу индустријским капиталистима и племићима веровали су у мирну друштвену реформу и уставну монархију, па су основали странку Уставотворно-демократска партија (Кадети). Социјални револуционари су прихватили народњачку традицију и заговарали су доделу земље онима који је и обрађују — сељацима. Друга радикална група били су социјалдемократе, заговорници марксизма у Русији. Ослањајући се на подршку радикалних интелектуалаца и градске радничке класе, они су тражили комплетну социјалну, економску и политичку револуцију.
Партија се 1903. године поделила на мењшевике, умерено крило, и бољшевике, радикално крило. Мењшевици су веровали да би руски социјализам настајао постепено, а да би режим цара наследила демократска република у којој би социјалисти сарађивали са другим партијама. Бољшевици, предвођени Владимиром Лењином, заступали су оснивање мале елите професионалних револуционара, подложних јакој партијској дисциплини, која би се предводила пролетаријат у циљу да насилног преузимања власти.
Катастрофални пораз руске војске у Руско-јапанском рату (1904—1905) био је велики ударац за Империју и повећао је могућност немира. У јануару 1905. догодио се инцидент познат као Крвава недеља, када је отац Гапон предводио огромну групу људи до Зимског дворца у Санкт Петербургу да представи петицију цару. Када су стигли до дворца, на њих су пуцали козаци и убили на стотине људи. Вође руског радништва биле су толико ужаснуте масакром да су објавиле генерални штрајк чији је захтев био демократска република. Ово је значило почетак Руске револуције 1905. године. Совјети (већа радника) појавили су се у већини градова да управљају револуцијом. Русија је била парализована, влада је била очајна.
У октобру 1905, цар Николај II је невољно објавио Октобарски манифест, који дозволио оснивање Државне думе, и прокламовао њено безодложно сазивање. Право гласа је проширено и ниједан закон није могао ступити на снагу без сагласности Думе. Умерене групе су биле задовољне, али су социјалисти одбили уступке као недовољне и покушали су да организују нове штрајкове. До краја 1905. појавило се нејединство међу реформаторима, па је за то време положај цара ојачао.
Цар Николај II ушао је у Први светски рат са ентузијазмом и патриотизмом да одбрани своје православне савезнике, Србе. Августа 1914. године руска војска улази у Немачку да подржи француску војску. Национализам је служио као параван за слабост руске економије и неспособност и корупцију владе. Војни неуспеси и антиратна пропаганда изазивали су велико незадовољство међу народом. Немачка контрола Балтичког мора и немачко-османлијска контрола Црног мора одвојили су Русију од већине залиха и потенцијалних тржишта.
Средином 1915. рат је деморалисао руску јавност. Храна и гориво су пристизали у малим залихама, војни губици су били огромни, а инфлација је нарастала. Број штрајкова се повећао међу слабо-плаћеним радницима, а незадовољство се осећало и међу сељацима. У међувремену, јавно неповерење у режим се продубило извештајима да полуписмени мистик Григориј Распућин има велики утицај у влади. Његово убиство крајем 1916. окончало је скандал, али није повратио владару изгубљени престиж.
Дана 3. марта 1917. организован је штрајк у престоници Петрограду (због антинемачког расположења град се сада звао Петроград); у току једне недеље скоро сви радници у граду нису радили, а избиле су уличне борбе. Када је цар распустио Думу и наредио штрајкачима да се врате на посао, његова наређења су покренула Фебруарску револуцију. Дума је одбила да се распусти, штрајкачи су држали масовна окупљања у инат режиму, а војска је отворено стала на страну радника. Пар дана касније Дума је изабрала привремену владу на челу са кнезом Лавовим, а следећег дана цар је ухапшен и пучисти су објавили да је цар абдицирао. У међувремену, социјалисти у Петрограду су основали Совјет (веће) радничких и војничких депутата да би себи обезбедили власт коју нису имали у Думи. То је био крај Руске Империје.

## Територија

### Границе
Административне границе европског дела Русије, изузев поседа у Финској и Пољској, поклапале су се са природним границама Источноевропске низије. На северу граница је био Северни ледени океан; острва Нова Земља, Колгујев и Вајгач су јој такође припадала. На истоку, Руска Империја је владала северном и централном Азијом. Европску Русију је од Сибира и киргиских степа природно делила планина и река Урал и Каспијско језеро. На југу царства је било Црно море и Кавказ. Западна граница се простирала од полуострва Кола до Ботничког залива, преко Курског залива на југу Балтичког мора, до ушћа Дунава, са кружном избочином која је обухватала Пољску. Руска Империја се на западу граничила са Пруском, аустријском Галицијом и Румунијом.
Посебно би требало истаћи да Русија није имала слободан излаз на отворено море сем ледених обала Северног леденог океана. Бело море је више залив тог океана. Ришки залив и Балтичко море припадали су територији коју нису насељавали Словени већ Немци, Финци и балтички народи. Источна обала Црног мора припадала је Транскавказији, коју је велики ланац планина одвајао од Русије. Чак и ово море је било унутрашње море, а Босфор, једини излаз из њега, је био у страним рукама. Плитко Каспијско језеро, окружено пустињама, имало је већи значај као веза између Русије и њених азијских поседа него као веза за контакте са другим државама.

### Географија
Крајем 19. века величина Руске Империје је била око 21.799.825 km² (што је била скоро једна шестина копна на Земљи); једини ривал у величини јој је било Британско царство. Какогод, већина становништва живела је у европском делу Русије. Више од сто етничких група живело је Руској империји, док су Руси чинили око 45% становништва.
У правцу исток-запад царство је било широко 10.000 km (11 часовних зона), а у правцу север-југ 5000.

### Територијално ширење
Руска Империја је 1917. године укључивало већину Украјине (Дњепарску Украјину и Крим), Белорусије, Молдавије (Бесарабију) Финске (Велико Војводство Финске), Јерменије, Азербејџана, Грузије, централноазијске државе Казахстан, Киргистан, Таџикистан, Туркменистан и Узбекистан (Руски Туркестан), већи део Литваније, Естоније и Летоније (Балтичке провинције), као велике делове Пољске (Краљевине Пољске) делове данашње Турске (Ардахан, Артвин, Игдир и Карс). Између 1742. и 1867. године Руска Империја је држала Аљаску као своју колонију.
Шведски пораз у Финском рату и потписивање Фредриксанског мира 17. септембра 1809, Финска је постала део Руске Империје као аутономна Велика кнежевина Финска. Император је владао Великом кнежевином Финском као уставни монарх преко свог генерал-губернатора и домаћег Сената којег је такође он бирао.

### Спољашње територије
Према првом чланку Основних државних закона, Руска Империја је била недељива држава. У 26. члану даље пише: Недељиви делови Руске Империје су Царство (краљевство) Пољска и Велика кнежевина Финска. Односи са Великом кнежевином Финском су такође регулисани у 2. члану: Велика кнежевина Финска је конституисана као недељив део Руске државе, и спољним пословима Велике кнежевине Финске се управља специјалним прописима на основу посебних закона.
Од 1744. до 1867. Империја је контролисала такозвану Руску Америку. Чак и са изузетком ове територије (на којој се данас налази Аљаска), Руска Империја је била огромна и простирала се од Европе до Азије на два континента. Разликовала се од других колонијалних царстава. Док су се Британско и Француско колонијално царство деколонизовали у 20. веку, Русија је и даље контролисала огромну територију, прво као комунистички СССР, а касније као модерна Руска Федерација.
Царство је контролисало и неке уступљене територије, као што је Квантунг у Кини.

## Устројство
Руска Империја је описана у Готском алманаху из 1910. године као уставна монархија под аутократским царем. Цар се понаша као император и самодржац сверуски, али у Основним државним законима и Октобарском манифесту предвиђено је и отварање прве Државне думе, 27. априла 1906. године. Временом је нестала неограничена власт и моћ цара. Није да је режим у Русији постао у било каквом погледу уставан, још мање парламентаран, али је неограничена аутократија постала временом ограничена аутократија. Руски систем владања би најбоље био описан као ограничена монархија под аутократским царем.

### Император
Петар Велики променио је титулу цара 1721. године у титулу императора и самодршца сверуског. Док су правила задржавала ову титулу, владар Русије дуго је остао познат као цар или царица, све до пада Руске Империје у Фебруарској револуцији 1917. године.
Моћ императора пре Октобарског манифеста била је ограничена на само једну обавезу: император је морао припадати Руској православној цркви. Дана 17. октобра 1905, ситуација се променила, цар је добровољно ограничио своју моћ.

### Државни савет
Државни савет је основан 1810. као највиши саветодавни орган руског императора. Чланове је именовао император на доживотан мандат. Министри су по звању били његови чланови.
Издавањем нове редакције Основних државних закона Руске Империје (20. фебруар 1906), Државни савет је претворен у горњи дом народног представништва, раван са доњим домом Државном думом.
Државни савет, реконституисан у циљу служења цару, састојао се од 196 чланова од којих 98 именује цар лично, док су 98 бирани на демократски начин. Министре је такође бирао цар.

### Правитељствујушчи сенат
Правитељствујушчи сенат успостављен је за време реформи владе (за време владавине Петра Великог) и састојао се од чланова које је цар лично изабрао. Био је врховни суд касације; високи суд правде за све политичке увреде. Правитељствујушчи сенат је имао и учешћа у владавини над царством.

## Религија
Државна религија Руске Империје била је руско православно хришћанство. На челу Цркве био је император сверуски, који је своју црквену власт вршио посредством Светог синода.
| Религија                     | Број верника |
| ---------------------------- | ------------ |
| Православци                  | 87.123.604   |
| Муслимани                    | 13.906.972   |
| Католици                     | 11.467.994   |
| Јевреји                      | 5.215.805    |
| Лутерани                     | 3.572.812    |
| Староверци (православци)     | 2.204.596    |
| Јерменски апостолски верници | 1.179.241    |
| Будисти                      | 433.863      |
| Други нехришћани             | 285.321      |
| Менонити                     | 66.564       |
| Јерменски католици           | 38.840       |
| Баптисти                     | 38.139       |
| Карајтски Јевреји            | 12.894       |
| Англиканци                   | 4.183        |
| Други хришћани               | 3.952        |